# Metròfanes (general)
Metròfanes (en llatí Metrophanes, en grec antic Μητροφάνης) fou un general de Mitridates VI Eupator.
El rei el va enviar amb un exèrcit a Grècia per ajudar al general Arquelau (87 aC). Va conquerir l'illa d'Eubea i Demètries i Magnèsia a Tessàlia, però fou derrotat pel general romà Brutti Sura. Se'l torna a mencionar altre cop l'any 73 aC dirigint un destacament juntament amb el desertor romà Luci Fanni, destacament que fou derrotat per Mamerc durant el setge de Cízic.